# Iglesia de San Antonio de los Alemanes

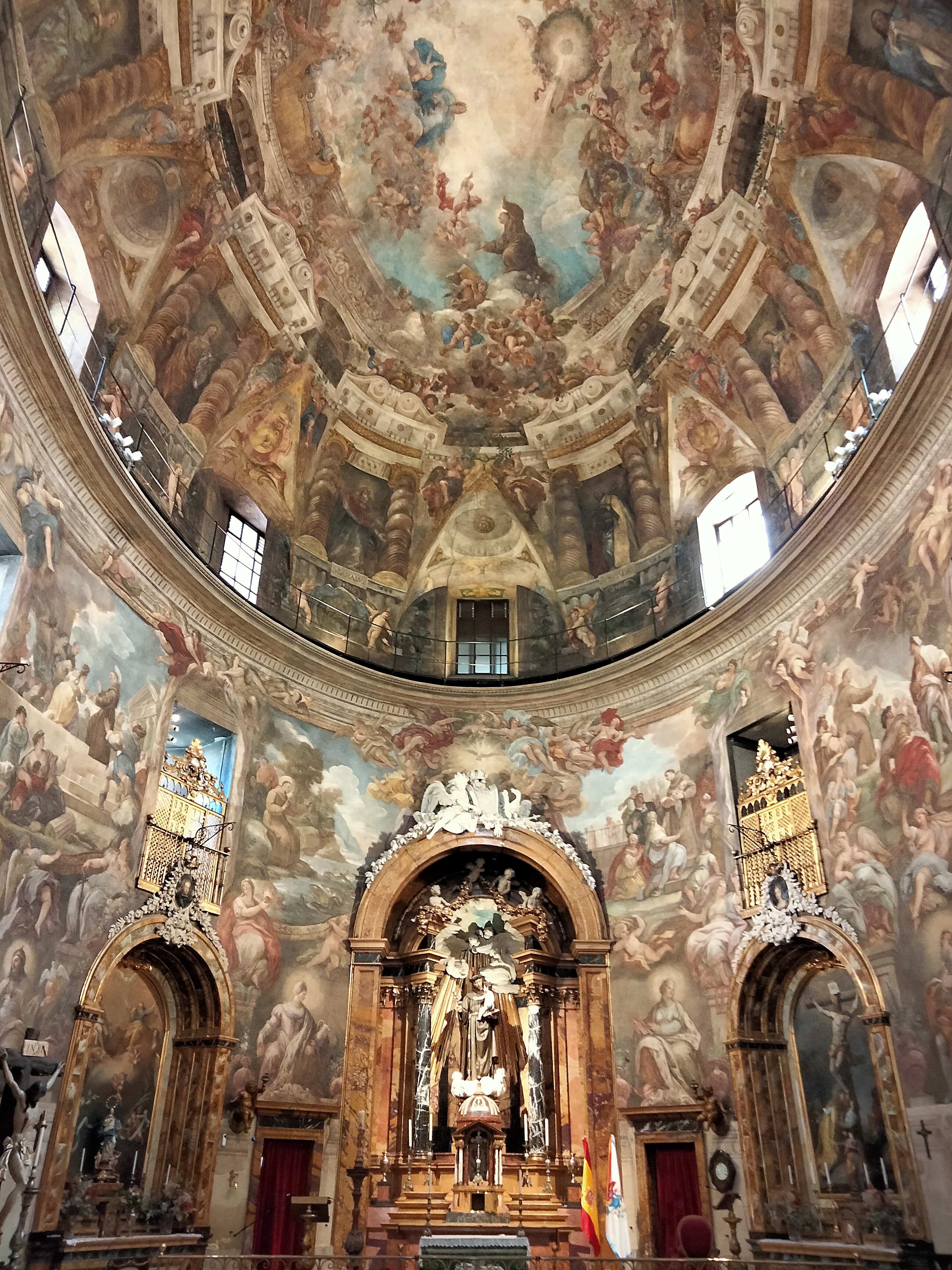
Cúpula y altar mayor en el interior de la Iglesia.

La iglesia de San Antonio de los Alemanes, fundada como iglesia de San Antonio de los Portugueses, es una iglesia situada en el distrito Centro de Madrid (España), en la conjunción de la calle de la Puebla con la corredera Baja de San Pablo. Ejemplo claro del barroco madrileño, se emplearon en su construcción materiales de bajo coste como el ladrillo y el yeso, con una fachada sobria y chapitel. La principal novedad de esta iglesia es su planta elíptica, una de las pocas que hay en España, así como el hecho de que está enteramente pintada al fresco, tanto la cúpula como las paredes. Su fachada principal, coronada por una estatua del titular, es de un sobrio estilo post-herreriano.
La fijación de la capital de la Monarquía Hispánica en 1561 durante el reinado de Felipe II (1556-1598), supuso un enorme impulso para el desarrollo de la arquitectura y otras artes en Madrid. La ajetreada vida política y cultural de la villa y corte (en ella tienen gran importancia la expansión de la tratadística de temática artística y la Cátedra de Arquitectura) supuso la llegada y el encuentro entre nuevas corrientes artísticas, a lo que hubo que sumar la multiplicación de nuevas construcciones de edificios eclesiásticos como consecuencia del clima contrarreformista. Durante el siglo XVII, el Barroco en Madrid se plasma en un gran número de nuevas iglesias (en detrimento de la arquitectura civil), de pequeño tamaño, ciertamente abigarradas y gusto por la cúpula de tambor. A pesar de una cierta uniformidad en los nuevos diseños, paulatinamente se van dejando atrás los constreñidos cánones clasicistas y la alargada sombra de la arquitectura de Juan de Herrera (1530-1597). El caso de San Antonio de los Alemanes es un buen ejemplo de estos fenómenos, dado que aúna los principales rasgos de este barroco, pero a la vez presenta otros particulares (planta elipsoidal, decoración pictórica epidérmica).

## Historia
La construcción de la iglesia de san Antonio de los Alemanes se inició en 1624, prolongándose las obras hasta 1633. Se edificó como complemento del Hospital de San Antonio de los Portugueses, creado en 1606 por el rey Felipe III.
La institución de la Hermandad fue creada por orden real en 1604; fijando su sede en Madrid en 1606, que posteriormente se materializa en el templo y el hospital. El objetivo de la Hermandad era funcionar como referencia para los portugueses residentes en la capital en un momento en que Portugal se encontraba bajo la Corona hispana. La comunidad portuguesa podría mostrar su solidaridad con sus compatriotas y ejercer la caridad. Al margen del hospital, cuando la construcción de la iglesia hubo finalizado, esta funcionó como centro de la devoción religiosa de los portugueses de Madrid. Aun así, los sacerdotes no serían únicamente portugueses, ni tampoco los fieles. Es notable el hecho de que la estrecha vinculación de los miembros de la Hermandad con los altos niveles de la Administración ofrecía grandes oportunidades de medrar (a través de las mercedes regias, por ejemplo); esto, junto a la reacción antiportuguesa a raíz de la crisis de 1640, derivó en acusaciones de judaísmo contra sus miembros, llegando incluso a denominar «sinagoga» al templo. En cualquier caso, el planteamiento de centralidad portuguesa no fue óbice para que la caridad de la institución fuera más allá de los sus nacionales. Asimismo, los portugueses de Madrid no eran solo atendidos en la Hermandad de San Antonio, también están documentados ingresos en el Hospital General de Madrid: «recebem a todos os doentes sem distinçao de naçoes». En San Antonio La atención hospitalaria esta reportada desde 1611, pero problemas internos y el inicio de las obras de la iglesia y un nuevo hospital de mayor capacidad interrumpieron la labor a partir de la década de 1620. El lento ritmo de las obras y la rebelión de Portugal en 1640 demoraron aún más la apertura; se interrumpió la principal línea de financiación (donaciones reales a partir de las rentas obtenidas en territorio portugués), por lo que se recurrió a la caridad de la comunidad portuguesa en Madrid. Durante este periodo se sucedieron los cierres y aperturas.
En 1668, con la definitiva independencia de Portugal, la Hermandad pasó a depender de la Cámara de Castilla y a adscribirse desde 1689 al cuidado de la escolta católica alemana de la reina Mariana de Neoburgo, esposa en segundas nupcias de Carlos II, de ahí el cambio de nombre a San Antonio de los Alemanes. Finalmente, en 1702 el nuevo rey borbón Felipe V entregó la iglesia y el hospital de San Antonio a la Hermandad del Refugio. Una de las actividades más destacadas durante esta época será la conocida como «ronda del pan y huevo» (fig. 4), en la que se repartía alimento a los indigentes que pasaban la noche al raso. En la actualidad, la Hermandad del Refugio permanece en San Antonio de los Alemanes, continuando su actividad con comedores, colegios y residencias por diversos lugares
Inicialmente fue fundado como hospital para portugueses, cuando Portugal era parte de los reinos hispánicos bajo los Austrias. La reina Mariana de Austria, segunda mujer de Felipe IV, cuando ya Portugal dejó de formar parte del Imperio español, lo cedió en el año 1668 a la comunidad de católicos alemanes, numerosa en la Corte desde la llegada de la reina consorte Mariana de Neoburgo, cambiando el nombre del hospital y de la iglesia. Aun así conservó la advocación de San Antonio de Padua, santo portugués.
La iglesia y el hospital pasaron a pertenecer desde el 1701 a la Hermandad del Refugio. Esta institución tenía el compromiso de prestar ayuda a los necesitados de Madrid. Un sacerdote y dos seglares de la hermandad, salían a las calles para buscar mendigos a los que ofrecer agua, pan blanco y un huevo duro. Se conserva todavía la plantilla de madera cuyo agujero servía para desestimar el huevo si por allí entraba, pronunciando la famosa frase: Si pasa, no pasa, lo que indicaba que el huevo era demasiado pequeño para el prestigio de la Hermandad a la que han pertenecido los reyes de España desde siempre, incluidos los actuales.

## Arquitectura

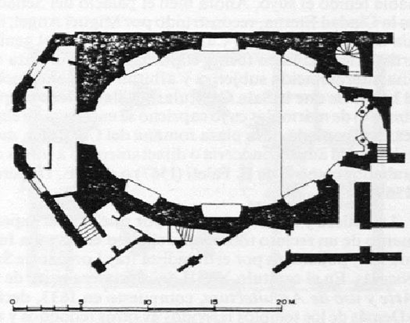
Planta de la iglesia de San Antonio de los Alemanes (fig. 5)

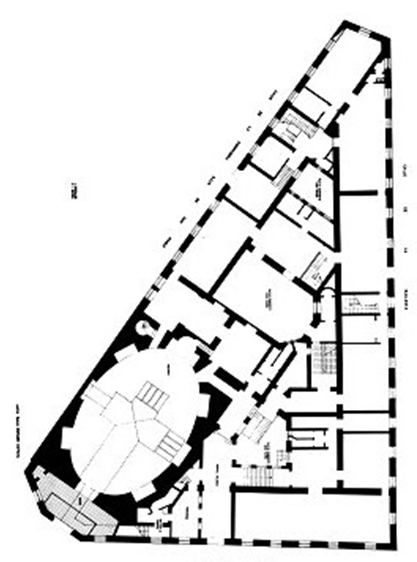
Planta de la iglesia de San Antonio de los Alemanes y del Hospital de la Hermandad del Refugio (fig. 6)

El edificio que hoy encontramos entre las calles Puebla y Corredera baja de San Pablo es fruto de un largo desarrollo arquitectónico, pictórico y escultórico, que comenzó con la aprobación del proyecto arquitectónico en 1624 durante el reinado de Felipe IV (1621-1640) y no finalizaría hasta inicios del siglo XVIII. Entre los años 1624 y 1633 se erigió el templo elipsoidal y cupulad, sede de la Hermandad de San Antonio de los Portugueses (este sería su nombre original), creada unos años atrás en el reinado de Felipe III (1598-1621) al amparo del Consejo de Portugal. A este se anexaría durante la misma época el Hospital de la Hermandad, encargado del cuidado de los súbditos portugueses en la capital madrileña.
El diseño arquitectónico fue obra del jesuita Pedro Sánchez, Francisco Seseña y Juan Gómez de Mora (encargado de la fachada). Durante este primer tercio de siglo, se realizaron algunas de las pinturas de las capillas por parte de Vicente Carducho (1576-1638) y Eugenio Cajés (1575-1634). Asimismo, se ejecutó el retablo mayor, encargado a Juan Bautista Garrido, con intervenciones de Manuel Pereira (1588-1683, imagen del santo titular), Francisco de Pineda (dorado y policromía) y Carducho; a día de hoy el retablo se halla en la sacristía
En la línea de gran parte de las iglesias barrocas madrileñas, es de pequeñas dimensiones. No obstante, este hecho no le resta espectacularidad al edificio, ya que se ve compensado por la gran cúpula elipsoidal que lo cubre y la unidad de esta con las paredes, a lo que hay que sumar una decoración pictórica epidérmica, que cubre toda la superficie interior del edificio. El rasgo característico de esta edificación es su planta en forma de elipse (fig. 5) y su estructuración en una nave única, que crea un espacio homogéneo y envolvente. Más allá del de la iglesia encontramos dos espacios anejos. En primer lugar, el Hospital de la Hermandad (primero de los portugueses, luego alemanes y por último del Refugio) edificación de planta triangular (fig. 6) y dos plantas cuyos muros parten de la iglesia y vienen a coincidir con el triángulo definido por las calles Puebla, Ballesta y Corredera baja de San Pablo (fig. 7). En segundo lugar, bajo el templo se encuentra una pequeña cripta de ladrillo visto en forma de bóveda de cañón rebajado, con un pequeño altar en la cabecera y nichos en el lado opuesto. En ella se enterraban los enfermos que así lo deseaban; por otra parte, sobresalen los enterramientos de las infantas de Castilla de los siglos XIII y XIV doña Berenguela y doña Constanza, trasladadas desde Santo Domingo el Real en 1869 cuando este monasterio fue demolido. En cuanto a los materiales empleados en el interior, destacan los distintos tipos de mármoles: grises y blancos en el suelo y verdes y marrones en los arcos de las capillas y la entrada.
El exterior del edificio contrasta en su sencillez con el abigarrado interior: paredes rectas de los materiales típicos en la arquitectura madrileña ladrillo visto rosado para los paramentos y sillería de granitos y calizas (procedentes de la sierra madrileña) en zócalos, dinteles, puertas y ventanas (figs. 8, 9, 10); exterior de la cúpula de forma octogonal y con tejado y chapitel de pizarra negra (típica del Madrid de los siglos XVI y XVII). Una de sus curiosidades, similar a otras iglesias madrileñas, es que presenta un chapitel en forma octogonal al exterior. Estos chapiteles, son en verdad cúpulas, las llamadas cúpulas encamonadas, elaboradas con materiales ligeros como madera o yeso. Normalmente no se trasdosan al exterior, sino que se cubren con chapiteles del tipo que comentamos. Cuestiones económicas motivaron la aparición de esta peculiar forma arquitectónica, ya que las dificultades que atravesó España durante el siglo XVII no permitían gastos excesivos. Sin embargo, la fórmula no renunciaba a la vistosidad puesto que el interior podía ir decorado, a veces de modo fastuoso como sucede en este templo. A pesar de estar en pleno Barroco (que se aprecia sin tapujos en el interior), el diseño exterior mantuvo a grandes rasgos las características herrerianas de sobriedad, «serenidad estructural», proporción y representación lineal (marcada por las líneas de imposta), ya definidas en el siglo XVI al calor de las ideas arquitectónicas renacentistas.  En cualquier caso, sobresale la puerta de entrada al templo, coronada por una escultura pétrea de San Antonio de Padua con el niño Jesús en brazos, de Pereira.
Por último, cabe destacar la presencia de varios elementos de mobiliario antiguo y trabajos en madera: el púlpito, los confesionarios y la decoración de madera en el arco de acceso, realizados por el carpintero Francisco Javier Ugena y decorados por el dorador Manuel de Blas por encargo del Marqués de Alcañices en 1780.

## Interior de la iglesia
El interior de la iglesia es un perfecto ejemplo de ilusionismo barroco, en el que la pintura al fresco se une a la arquitectura y las esculturas de los retablos para crear un efecto de lujo, movimiento y colorido.

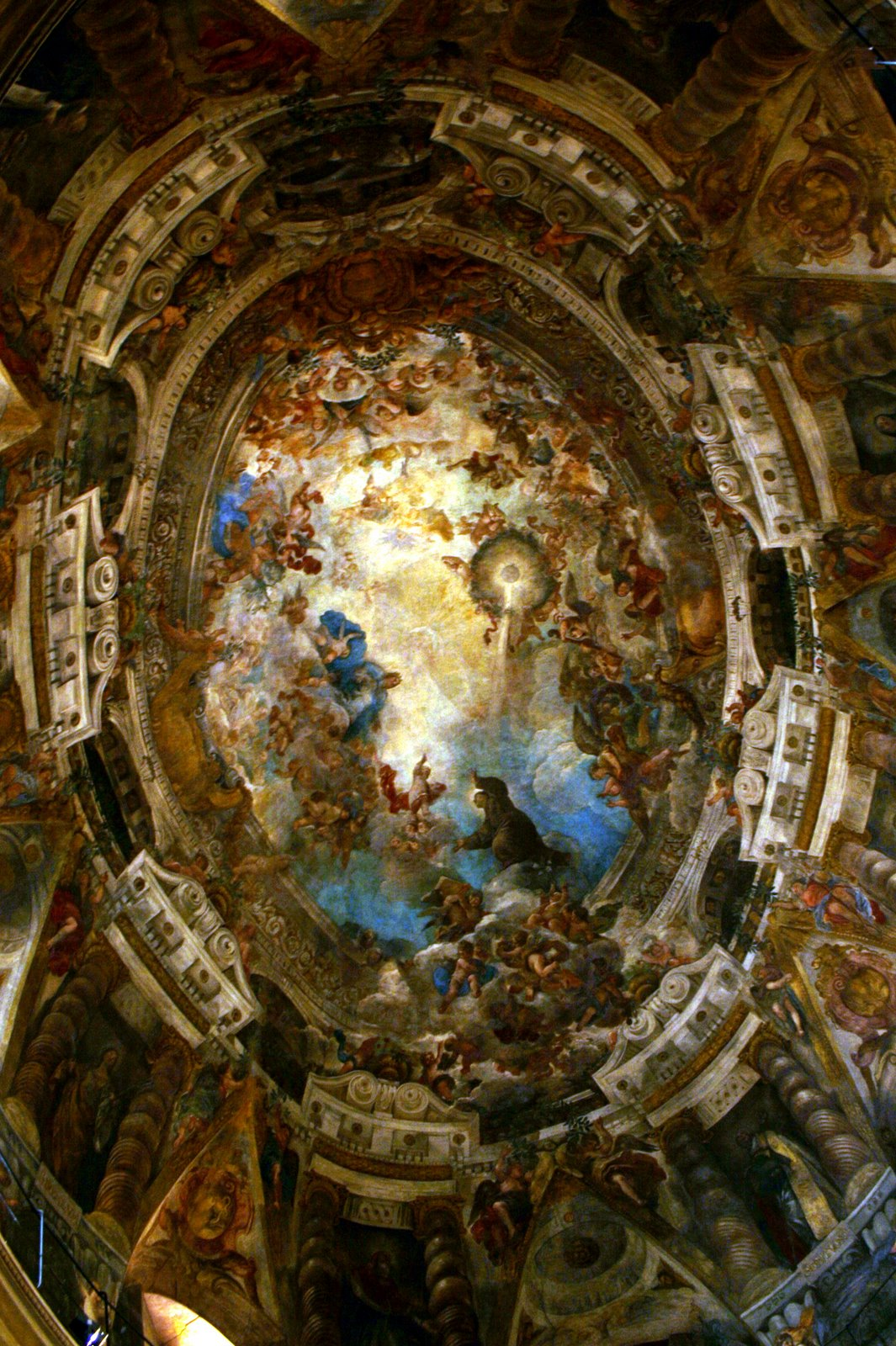
Apoteosis de san Antonio, pinturas de la bóveda por Juan Carreño de Miranda y Francisco Rizi.

Los frescos son sin duda el elemento más llamativo, y cubren todas las paredes desde el techo hasta el suelo. Las pinturas del centro de la cúpula narran la Apoteosis de San Antonio, con el santo portugués ascendiendo al cielo rodeado de ángeles. Esta parte de la obra fue realizada por Juan Carreño de Miranda y se sitúa encima de una rica arquitectura fingida a modo de basamento o tambor, obra de Francisco Rizi, con columnas salomónicas y frontones acaracolados. Rizi también pintó los santos portugueses localizados en el primer anillo de la cúpula.
Las pinturas murales que cubren toda la superficie de la iglesia, desde la bóveda al suelo, son más tardías que la estructura arquitectónica. Durante casi treinta años el edificio permaneció sin más decoración interior que algunas molduras; no sería hasta la segunda mitad del siglo XVII, ya con un Barroco muy desarrollado, que se diera inicio a la obra pictórica. Los proyectos originales de la decoración (fig.3) son de Agostino Mitelli (1609-1660) y Angelo Michele Colonna (1604-1687), pintores italianos recomendados a Felipe IV por Velázquez . Sin embargo, Mittelli fallecería en 1660 y Colonna regresará a Italia dos años después, por lo que la realización correría a cargo de otros artistas . Francesco Rizi (1614-1685) y Juan Carreño de Miranda (1614-1685) se encargarían de la cúpula , mientras que el resto de pinturas murales serían obra de Luca Giordano (1634-1705) . Así, quedarían finalizadas las pinturas, sesenta y ocho años después de la construcción del edificio. Posteriormente, las únicas modificaciones que cabe destacar son las intervenciones de finales del siglo XIX y otras restauraciones a lo largo del siglo XX . Por otra, parte, en lo tocante a la técnica, debe señalarse que todas las pinturas del templo están realizadas al fresco.
Los muros curvos de la iglesia fueron decorados por Luca Giordano, que pintó al fresco varios milagros del Santo, como El milagro de la mula o San Antonio curando la pierna que un joven había perdido al dar una patada a su madre, y una serie de santos reyes entre los que se encuentran el emperador Enrique II de Alemania, Luis IX de Francia y San Esteban de Hungría. Además, se encuentran retratos de santos hispanos, San Hermenegildo y San Fernando (Fernando III de Castilla). Los seis altares, situados en arcos-hornacina de medio punto, fueron realizados por varios artistas como el propio Giordano, autor del situado a la derecha del principal, dedicado al Calvario; Eugenio Cajés pintó el de Santa Engracia. El vizcaíno Nicolás de la Cuadra pintó en 1702 los retratos de los reyes, desde Felipe III a Felipe V más las reinas María Ana de Neoburgo y María Luisa Gabriela de Saboya, situados sobre las hornacinas de los altares en barrocos marcos ovales, retratos anteriormente atribuidos a Francisco Ignacio Ruiz de la Iglesia, quien pudiera ser autor del retrato de la reina Mariana de Austria.

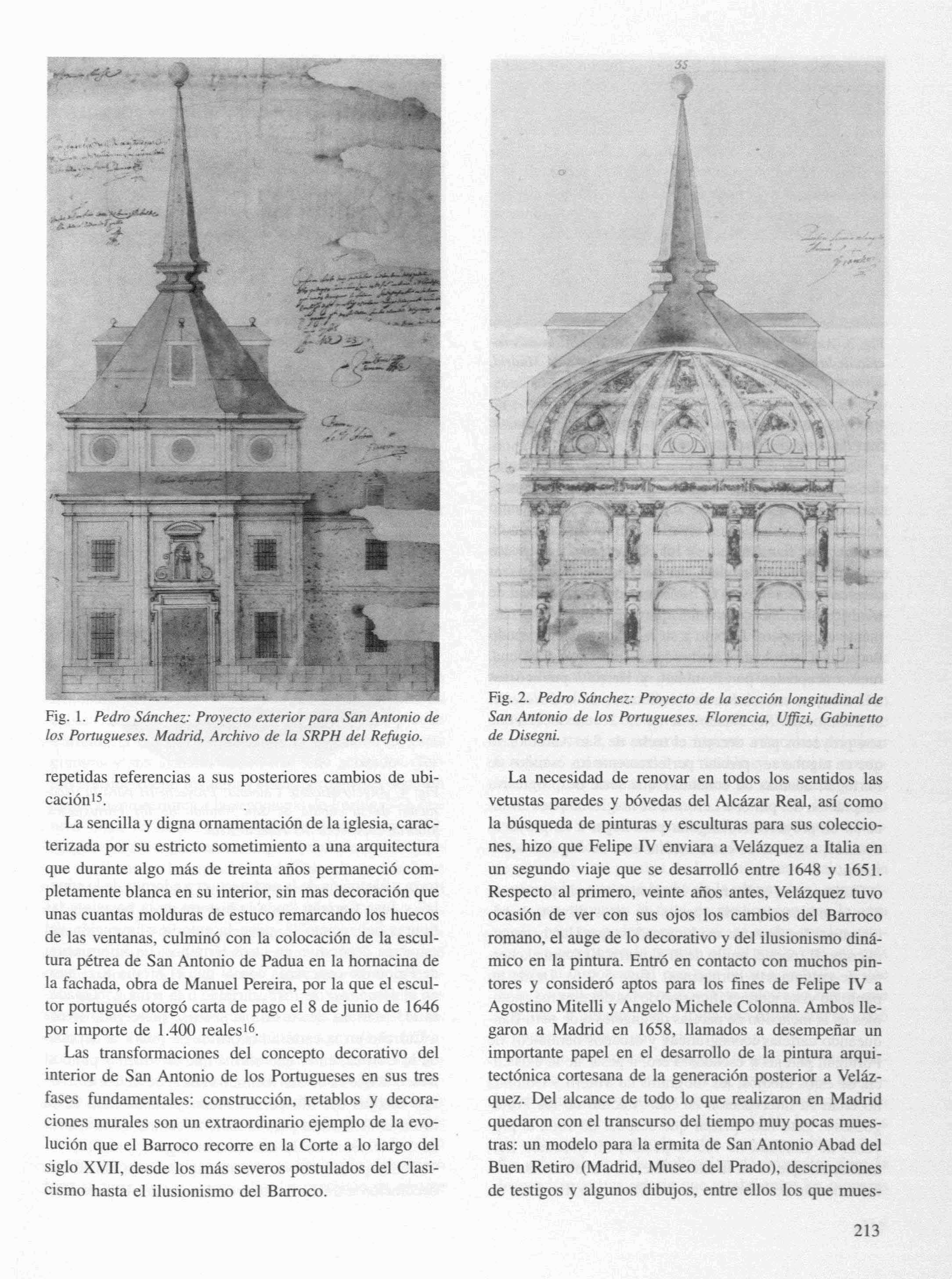
Fig.1: Diseños de Pedro Sánchez para el proyecto de San Antonio de los Alemanes, exterior y sección longitudinal. Fuente: Gutiérrez Pastor y Arranz Otero, p. 213; localizados en el archivo del Refugio y en la Galería de los Uffizi en Florencia.
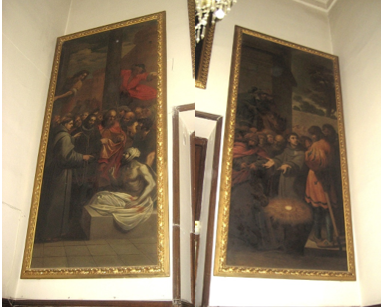
Fig. 2: Pinturas de Carducho del retablo mayor primitivo, alojadas hoy en la sacristía.
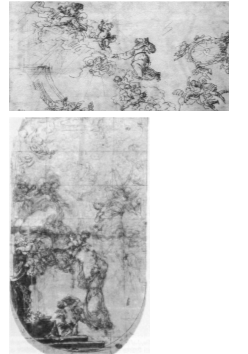
Fig. 3. Bocetos de Colonna para la cúpula. Fuente: Gutiérrez Pastor y Arranz Otero, p. 214; localizados en la Biblioteca del Palacio Real.
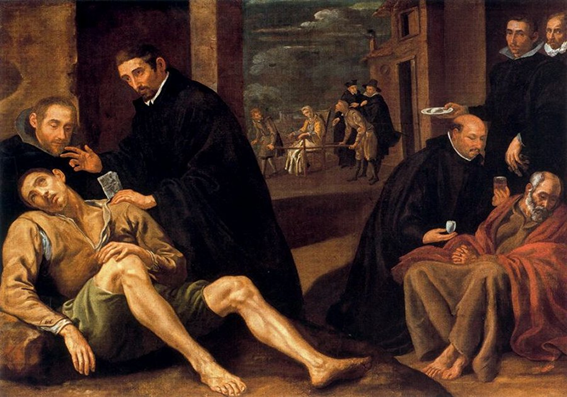
Fig. 4. Ronda de Pan y Huevo, Luis Tristán, 1620, Museo de Santa Cruz (Toledo).
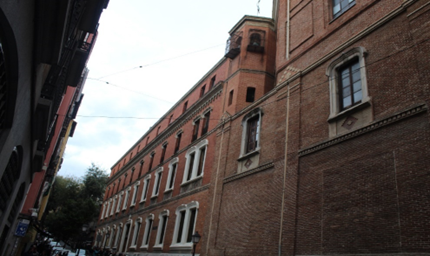
Fig. 7. Muro del hospital en la Corredera baja de San Pablo
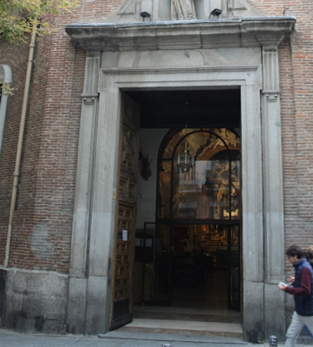
Fig. 8, 9 y 10. Paredes, zócalos, dinteles, ventanas y puerta de la iglesia.
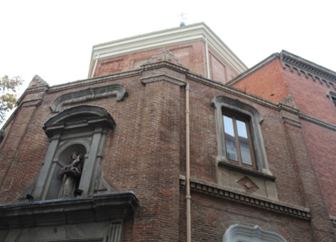
Paredes, zócalos, dinteles, ventanas y puerta de la iglesia.
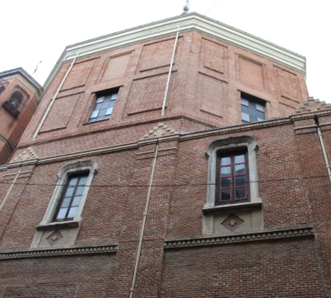
Paredes, zócalos, dinteles, ventanas y puerta de la iglesia.

## Iconografía
El hecho de que San Antonio de los alemanes sea un edificio tan profusamente decorado en su interior hace imprescindible un exhaustivo análisis de sus representaciones pictóricas, máxime teniendo en cuenta la importancia de lo simbólico en el arte religioso, así como el carácter teatral, de construcción de una escena de las representaciones pictóricas barrocas.
Cúpula

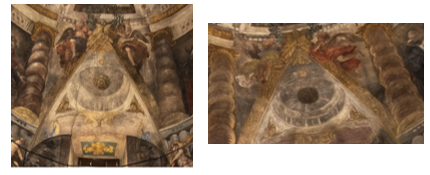
Figs. 16 y 17: Detalles de la falsa cúpula del tambor

La cúpula es el elemento más característico del templo, la clave que estructura toda la edificación. En la zona central de esta, se halla el clímax de las representaciones pictóricas de la iglesia. La representación de la Gloria o Apoteosis de San Antonio ocupa toda la superficie superior de la cúpula (que carece de óculo o de elementos disruptores) (fig. 11).  En la cabecera se encuentra San Antonio con los brazos en alto sobre una nube de angelotes (fig. 12); un rayo de luz ilumina su brazo izquierdo (fig. 13). En los pies, en la línea de la entrada a la iglesia, se ubica un escudo de Portugal (fig. 14).  La escena celestial está rodeada en una banda de nubes, angelotes y serafines. Estas pinturas de Rizi se caracterizan por un tratamiento ciertamente difuminado (sfumato), lo que aporta un carácter vaporoso y celestial a la escena.
Inmediatamente bajo este marco nuboso se localizan ocho imágenes de santos, todas ellas enmarcadas en arquitecturas pintadas en forma de hornacinas compuestas por columnas enroscadas y dinteles triangulares adornados con volutas (fig. 15). Tambores fingidos (figs. 16 y 17) se ubican sobre las ventanas en la cabecera y a los pies (así como —de menor tamaño— entre las imágenes de Santa Sabina y San Ireneo y Santa Beatriz de Silva y Santa Julia. 

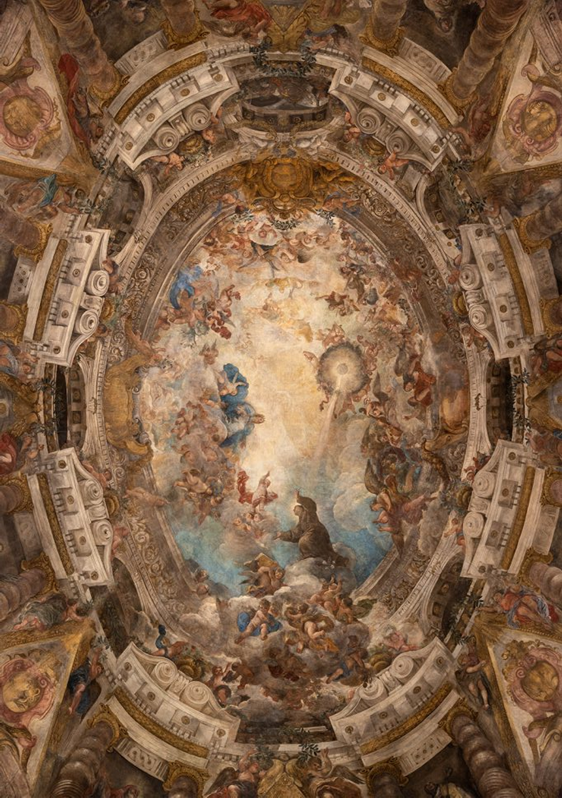
Fig. 11. Cúpula con la pintura de la Apoteosis de San Antonio
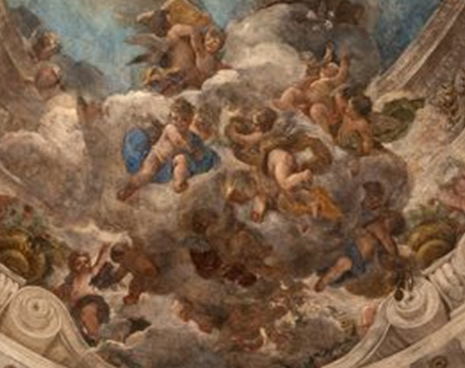
Fig.12: Detalles de la cúpula
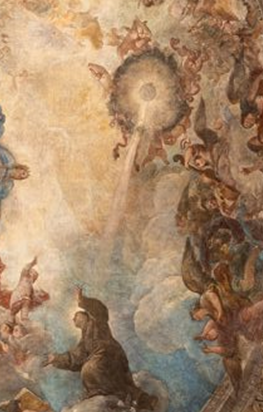
Fig. 13: Detalles de la cúpula
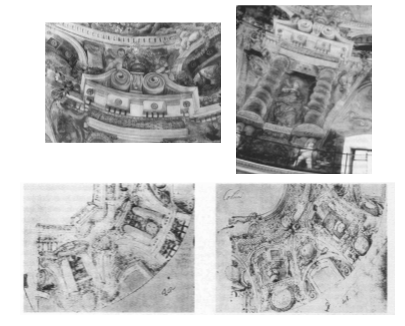
Fig. 15. Detalles de las falsas arquitecturas de la cúpula y diseños previos de Rizi. Fuente: Gutiérrez Pastor y Arranz Otero, pp. 219 y 215. Los originales de Rizi se encuentran en el Museo del Prado y la Casa de la Moneda, respectivamente.
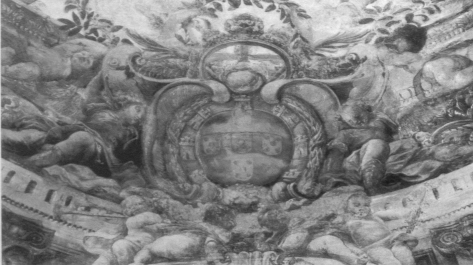
Fig. 14. Detalle del escudo portugués, Fuente: Gutiérrez Pastor y Arranz Otero, p. 218.

En cualquier caso, partiendo del tambor fingido sobre el altar y en sentido antihorario se hallan las siguientes imágenes:
- San Fructuoso (fig. 18). Figura masculina con vestimenta eclesiástica, sostiene un libro y un báculo; en escorzo, dirige su mirada hacia arriba. Se trata del obispo Fructuoso de Braga o del Bierzo, eclesiástico godo del siglo VII.
- Santa Julia (fig. 19). Figura femenina con túnicas; sostiene una hoja de palma, y dirige el dedo hacia la esquina inferior izquierda, probablemente la advocación de Santa Julia de Cartago.
- Santa Beatriz de Silva y Meneses (fig. 20). Imagen de la religiosa portuguesa del siglo XV fundadora de la Orden de la Inmaculada Concepción. Su canonización no fue oficial hasta el siglo XX, pero fue venerada desde su fallecimiento. Se representa vistiendo los hábitos de la orden (túnica blanca y capa azul) y la rama de azucenas como atributo.
- Beato Amadeo de Portugal (fig. 21). Se trata de otra representación de un religioso portugués del siglo XV, Amadeo de Silva, reformador de la Orden Franciscana en Italia. Está representado encorvado y vestido con el hábito oscuro propio de los franciscanos.
- San Gonzalo de Amarante (fig. 22). Figura masculina con túnica blanca y capa negra (hábito dominico): religioso portugués del siglo XI, de la Orden de Predicadores; oficialmente está canonizado como beato, pero de facto es tratado como santo.
- Santa Sabina (fig. 23). Imagen femenina vestida con túnicas y con el brazo sobre el pecho, se trata de la mártir romana del siglo II.
- San Ireneo (fig. 24). Figura masculina con báculo y cruz. San Ireneo de Lyon, obispo del siglo II.
- San Dámaso (fig. 25). La imagen masculina luce un hábito papal de casulla blanca y capa corta roja, dirige la mirada hacia arriba y alza los brazos. Se trata del papa del siglo IV Dámaso I, nacido en Portugal.

Las imágenes de santos
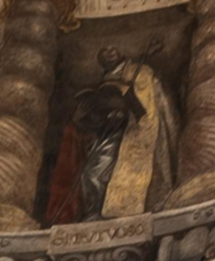
Fig. 18. «S. FRVTVOSO»
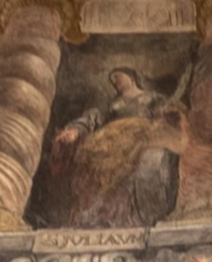
Fig. 19. «S.JVLIAVM»
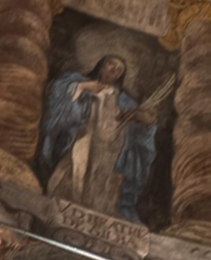
Fig. 20. «V. D. BEATRIZ DE SILBA»
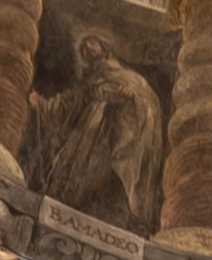
Fig. 21. «B. AMADEO»
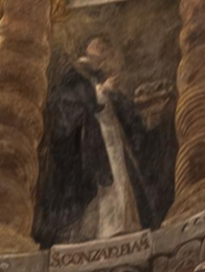
Fig. 22. «S. GONZALO Ɖ AM.»
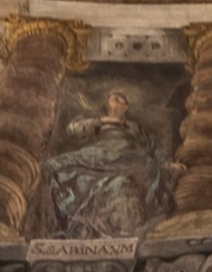
Fig. 23. «S. SABINAVM»
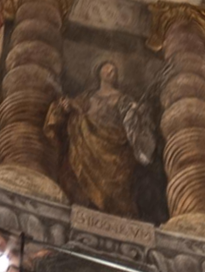
Fig. 24. «S.IRENEVM»
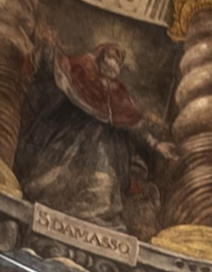
Fig. 25. «S.DAMASSO»

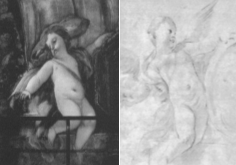
Fig. 26. Detalle de angelote y dibujo original de Giordano. Fuente: Gutiérrez Pastor y Arranz Otero, p. 223, original en la Biblioteca Nacional (Madrid).

Cinco de estas imágenes representan a eclesiásticos portugueses canonizados. El proyecto decorativo de Colonna y Mittelli, incluyó numerosas advocaciones originarias Portugal. A pesar del posterior cambio de manos iglesia, se mantuvieron las imágenes y los símbolos portugueses, que perduran hasta la actualidad. El resto de las imágenes se corresponden con santos de la Antigüedad tardía, sin ninguna relación con el país luso.
El conjunto de imágenes presenta caracteres típicamente barrocos, como un fuerte claroscuro o la expresividad de los rostros y los movimientos corporales; asimismo, al encontrarse enmarcadas por arquitecturas fingidas muy recargadas sostenidas en la base por angelotes, obra ya de Giordano (fig. 26), se acrecienta la sensación de abigarramiento que caracteriza a las pinturas de la cúpula.
Escenas de la vida de San Antonio y otras pinturas murales

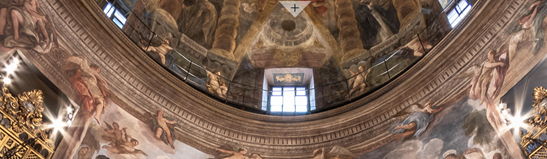
Fig. 27. Vista de las ventanas del tambor.

Bajo el tambor de la cúpula (ocupado por ocho ventanas intercaladas con cartelas octogonales y circulares, fig. 27), Giordano pintó una serie de escenas de la vida de San Antonio de Padua junto a la que están representadas una serie de alegorías de sus virtudes). Asimismo, encontramos telas y tapices fingidos sostenidos por ángeles coronando la segunda línea de ventanas inmediatamente inferior a la cornisa que separa el cuerpo de la nave de la bóveda. Ya en el nivel inferior del muro, en las paredes que separan las capillas se encuentran seis representaciones de distintos reyes y reinas europeos, también obra de la mano de Giordano. Los milagros representados, desde el altar hacia el lado del Evangelio cerrando la elipse, son ocho, algunos de los más destacados de su prolífica vida como sacerdote franciscano (1195-1231):
- La predicación a los peces en Rimini (fig. 28). Representación del viaje a la ciudad italiana para evangelizar a los cátaros; convenció a los cátaros para su vuelta al seno de la Iglesia predicando entre los peces. Los rasgos del santo (imberbe, pelo corto, aspecto joven) y la localización exterior (lo que aporta una gran luminosidad a las pinturas) se mantendrán en el resto de escenas.
- La restitución del pie cortado (fig. 29). La escena recrea unas gradas de corte clasicista junto a un templo. En este marco de arquitecturas clásicas, con una multitud observando, tiene lugar el milagro: San Antonio restituye el pie cortado de un muchacho que, arrepentido por haber pegado un puntapié a su madre, se lo había cortado.
- El asno que se arrodilla ante en la ostia reconociendo el cuerpo de Cristo (fig. 30). San Antonio hizo que un asno distinguiera en la ostia la presencia de Cristo y se arrodillara ante ella. El milagro se representa con el santo levantando la ostia mientras que el asno se arrodilla y los hombres que lo rodean miran incrédulos.
- El muerto en el carro (fig. 31). En este episodio hagiográfico, San Antonio se solicita ayuda a un campesino que se acerca en carro; este se excusa en que está trasladando el cadáver de su hijo el cementerio. Al contarle a su hijo el engaño, le descubre realmente muerto; arrepentido, vuelve al santo, que le resucita. En la pintura observamos el carro con un cuerpo tendido al fondo, mientras dos hombres imploran a San Antonio
- El ciego fingido (fig. 32). Un hombre es sobornado para que aparente que ha perdido la vista, es vendado en los ojos y llevado ante San Antonio, este confiando, le impone las manos y le retira la venda con el objetivo de curarlo, pero los ojos se quedan pegados en ella. Los herejes, arrepentidos, se convirtieron y el santo devolvió la vista al hombre. La pintura refleja el momento en el que se retira la venda.
- La curación de un muchacho tullido (fig. 33). En la imagen, San Antonio, otro franciscano y una mujer que sostiene a un muchacho entre varias personas. El franciscano fray Lucas, pide a San Antonio que atienda las imploraciones de la madre de un niño tullido de pies y manos; finalmente el santo le restituye los miembros perdidos.
- La tormenta que no mojó a los asistentes a un sermón (fig. 34). Mientras San Antonio predicaba, se desató una tormenta. Prometió a los fieles que no se mojarían y, una vez cesó, la lluvia no había caído para ellos. En la pintura el santo calma a los asistentes; al fondo un cielo oscuro y en movimiento, en el cual revolotean angelotes.
- El recién nacido que nombra a su padre (fig. 35) Se representa la historia del niño que responde correctamente al preguntársele por el nombre de su padre durante su bautismo, para disipar las dudas del padre, que acusa a su esposa de adulterio. En la imagen el santo sostiene al niño ante los asistentes al bautismo.

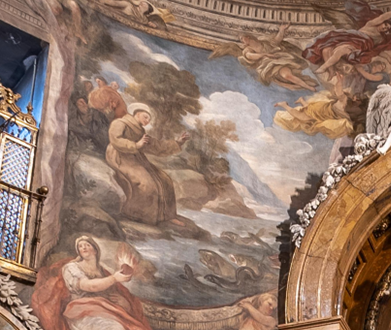
Fig. 28. Milagro de la predicación a los peces en Rimini.
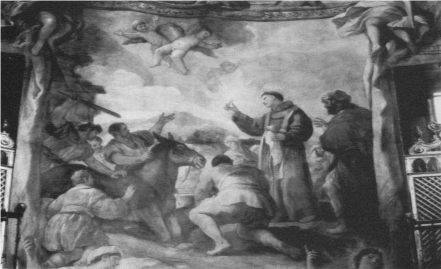
Fig. 30. Milagro del asno que se arrodilla ante la ostia reconociendo el cuerpo de Cristo. Fuente: Gutiérrez Pastor y Arranz Otero, p. 227.
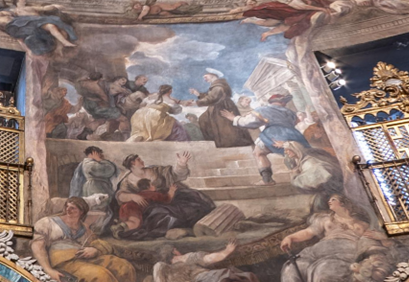
Fig. 29. Milagro de la restitución del pie cortado.
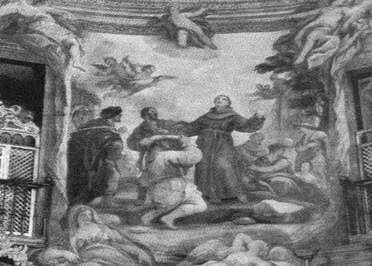
Fig. 32. Milagro del ciego fingido. Fuente: Gutiérrez Pastor y Arranz Otero, p. 225.
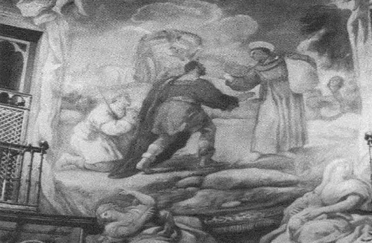
Fig. 31. Milagro del muerto en el carro. Fuente: Gutiérrez Pastor y Arranz Otero, p. 225.
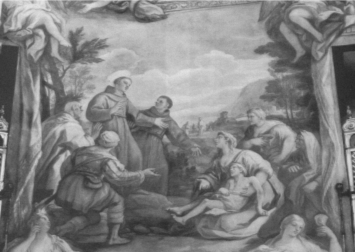
Fig. 33. Milagro de la curación de un muchacho tullido. Fuente: Gutiérrez Pastor y Arranz Otero, p. 227.
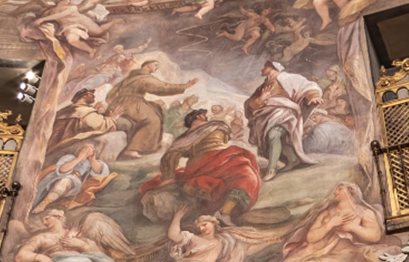
Fig. 34. Milagro de la tormenta que no mojó a los asistentes a un sermón
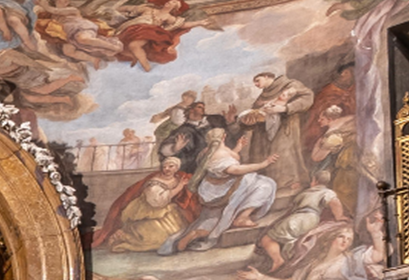
Fig. 35. Milagro del recién nacido que nombra a su padre.

Bajo las pinturas de la vida del santo —separadas por una cornisa fingida que sin embargo no divide totalmente ambos sectores de la pared, sino que es traspasada por las figuras de uno y otro lado, lo cual contribuye al continuum pictórico que caracteriza al templo—, se hallan las figuras femeninas alegóricas de las virtudes atribuidas a San Antonio de Padua, así como otras representaciones femeninas de más dudoso significado. En el mismo orden que los milagros son las siguientes:
- La Caridad cristiana (fig. 36). Imagen de una mujer con túnica blanca, cubierta por telas rojas y que sostiene en su mano el Sagrado Corazón.
- ¿La Paz y la Penitencia? (fig. 37). Se ha interpretado esta figura portadora de una cornucopia y una espada como una alegoría de la Paz. La figura a su izquierda, que porta una rama seca y un pez, símbolos del ayuno, se asocia con la Penitencia.
- La Verdad y la Experiencia (fig. 38). Ambas alegorías están identificadas con nombre en los bocetos:[19] La Verdad sostiene un libro abierto y una hoja de palma; la Experiencia, arrugada por el paso del tiempo, también porta un libro y pisa una esfera armilar.
- La Mansedumbre (fig. 39). Representada por una mujer que sostiene un cordero y que viste una túnica amarilla y se cubre la cabeza con una tela azul.
- La Imitación (fig. 40). No está identificada de forma indiscutible, pero la máscara a sus pies y los pinceles de la mano se identifican con artes (el teatro, la pintura) imitativas.
- La Fe católica y la Caridad (fig. 41). La primera, en la esquina inferior derecha, vista de blanco y sostiene un cáliz; la segunda, situada a la izquierda, amamanta a un niño (gesto de generosidad) y dirige la mirada hacia arriba, donde aparece una llama.
- Mujer pisando un monstruo de siete cabezas y ¿el Deseo? (fig. 42). Estas figuras presentan problemas de identificación. La primera semidesnuda y con velo, dirige la mirada hacia su derecha y pisa un monstruo de siete cabezas de serpiente, cuerpo aviar y alas de dragón; más allá de la asociación de la serpiente con el pecado y la hidra de siete cabezas con los pecados capitales (en este caso vencidos —pisoteados—) la alegoría no ofrece más datos. La otra figura, tapada con un manto azul claro y con una llama entre las manos, podría simbolizar el deseo.[20]
- Mujer pisando la cabeza de un hombre (fig. 43). No ha sido identificada con ninguna virtud concreta.

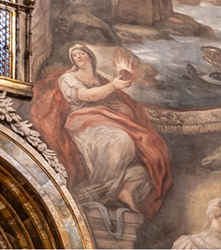
Fig. 36. La Caridad cristiana.
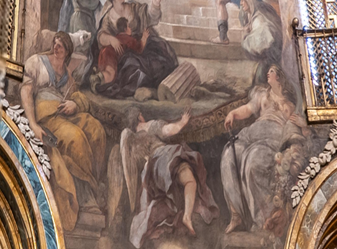
Fig. 37. ¿La Paz y la Penitencia?
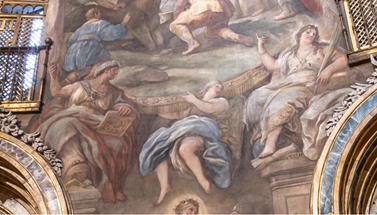
Fig. 38. La Verdad y la Experiencia
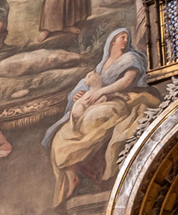
Fig. 39. La Mansedumbre
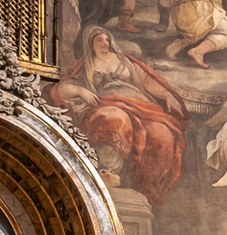
Fig. 40. La Imitación
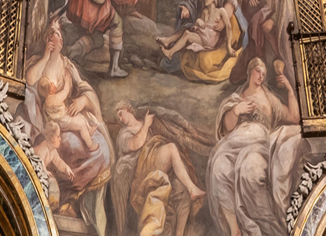
Fig. 41. La Fe católica y la Caridad
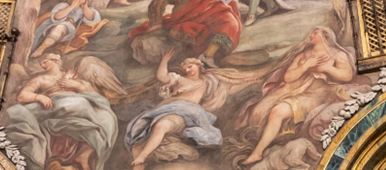
Fig. 42. Mujer pisando un monstruo de siete cabezas y ¿el Deseo?
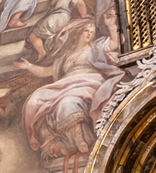
Fig. 43. Mujer pisando la cabeza de un hombre

Por último, están representados seis reyes y reinas medievales canonizados como santos (especialmente del periodo altomedieval) principalmente de origen (recordemos que estas pinturas se realizaron después del momento en que el templo pasó a estar adscrito a la comunidad alemana católica; asimismo, la Monarquía de los Austrias también abarcaba importantes territorios centroeuropeos) y, en menor medida, hispánicos. Se trata de monarcas que contribuyeron activamente a la expansión de la fe cristiana por Europa. Los reyes y reinas —distinguidos por sus ricas vestimentas y armiños y por sus coronas y espadas e identificados con sus nombres— son los siguientes (en el mismo sentido que las escenas milagrosas del santo: desde el altar hacia el lado del Evangelio):
- Santa Edita de Inglaterra (fig. 44). No aparece identificada con nombre. En su mano izquierda sostiene una jarra y con la derecha agarra un pan, haciendo alusión a la vocación caritativa de la santa, princesa del siglo X que abandonó la vida en la realeza y se ordenó monja, dedicando su vida a los pobres.
- San Enrique, emperador de Alemania (fig. 45). Enrique II (973-1024), emperador del Sacro Imperio. Aparece con distintos atributos imperiales: cetro, globo terráqueo con el Espíritu Santo y corona; viste armadura, recordando el carácter guerrero de su reinado.
- San Luis, rey de Francia (fig. 46). Luis IX de Francia (1214-1270, representado con corona, espada y manto real; único rey francés canonizado.
- San Esteban, príncipe de Hungría (fig. 47). 975-1038, primer monarca húngaro convertido al cristianismo. En la imagen, porta un cetro y tres clavos (¿referencia a la crucifixión?).
- San Hemerico, príncipe de Hungría (fig. 48). 1000-1031, hijo de San Esteban de Hungría y Gisela de Baviera (todos canonizados en 1083). Sostiene un pequeño cetro; a sus pies se encuentra un recipiente con un niño, pero no hay referencia iconográfica que permita inferir su significado.[22]
- San Hermenegildo, rey de España (fig. 49). No tiene objetos reales. Hermenegildo (564-585), hijo de Leovigildo y hermano de Recaredo; se convirtió del arrianismo al catolicismo, enfrentándose con su padre, quien lo despojó de insignias reales (de ahí su representación) y muriendo en el conflicto.
- San Fernando, rey de España (fig. 50). Fernando III «El Santo», ca. 1200-1252, unificador de los reinos de León y Castilla bajo su Corona y destacado por sus conquistas frente a los musulmanes, viste armadura.
- Santa Cunegunda, emperatriz del Sacro Imperio (fig. 51). Esposa del emperador Enrique II, según la tradición, fue acusada de adulterio y para demostrar su pureza caminó sobre rejas de arado al rojo vivo sin quemarse. En la pintura sostiene la reja entre las manos.

Reyes y reinas canonizados
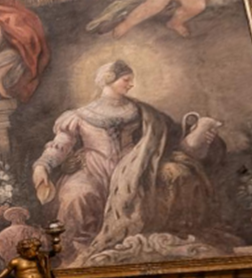
Fig. 44. Santa Edita de Inglaterra
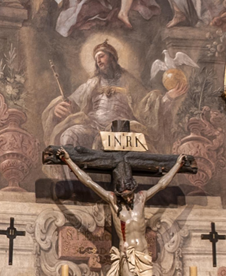
Fig. 45. «S.N HENRICO»
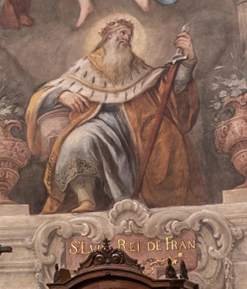
Fig. 46. «S.N LVIS REI DE FRAN.»
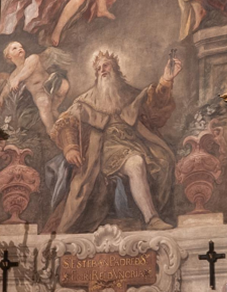
Fig. 47: «S. N ESTEBAN PADRE Ɖ S.EMRICO REI Ɖ VNGRIA»
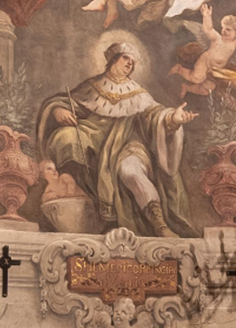
Fig. 48: «S.N HEMERICO PRINCIP. Ɖ VNGRIA
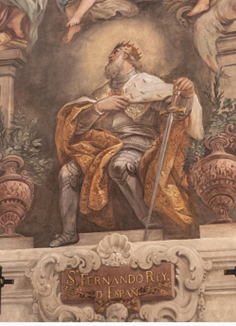
Fig. 50, «S.N FERNANDO REY Ɖ ESPAÑA»
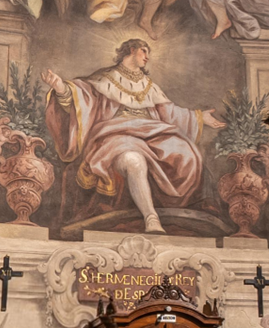
Fig. 49. «S.N HERMENEGILDO REY Ɖ ESPAÑA»
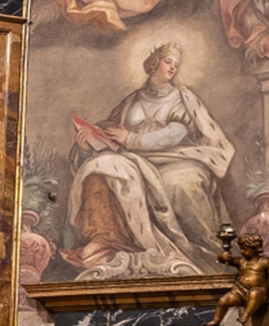
Fig. 51. Santa Cunegunda, emperatriz del Sacro Imperio

Las imágenes de las capillas y las pequeñas tallas anónimas (figs. 52-57)
Las seis capillas situadas a ambos lados de la iglesia contienen cada una de ellas un lienzo y una pequeña talla. Los lienzos más antiguos se atribuyen a Cajés (Santa Isabel de Portugal, y los más recientes a Giordano (San Carlos Borromeo, Santa Ana, San Joaquín y la Virgen niña y Calvario); del lienzo de la Trinidad (primera capilla por el lado del Evangelio desde el altar) se desconoce la autoría. Acompañan a los lienzos seis tallas del siglo XVIII: la Inmaculada, el Arcángel San Rafael con el pez, San Andrés con su cruz, San José con el niño, la Virgen del Carmen y la Virgen de la Soledad vestida de viuda.

Las imágenes de las capillas y las pequeñas tallas anónimas
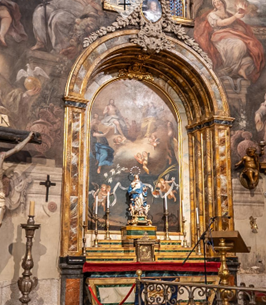
Fig. 52. Trinidad, anónimo, siglo XVII. Lienzo con Dios Padre y Dios Hijo rodeados por ángeles. Al frente unos angelotes portan un lema, una rama de azucenas y una hoja de palma.
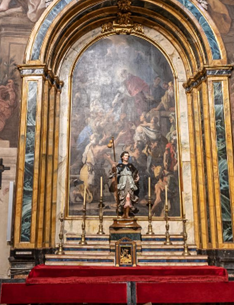
Fig. 53 San Carlos Borromeo, Van Kessel o Luca Giordano. Representación del santo sobre una escalinata curando a los enfermos.
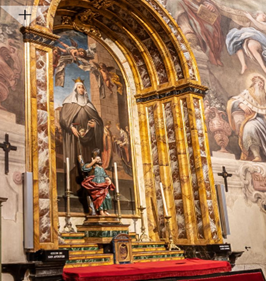
Fig. 54. Santa Isabel de Portugal, Eugenio Cajés, 1629. Pintura de la reina portuguesa del siglo XIII vestida con el hábito de las clarisas, al fondo un paisaje urbano.
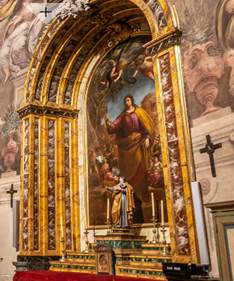
Fig. 55. Santa Engracia, Eugenio Cajés. Imagen de la mártir zaragozana del siglo IV.
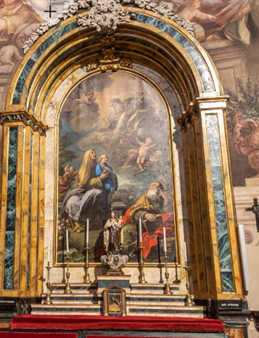
Fig. 56. Santa Ana, San Joaquín y la Virgen niña, Luca Giordano, 1694. Lienzo de Giordano en que se representa la triada de personajes junto a un Dios padre situado en el cielo.
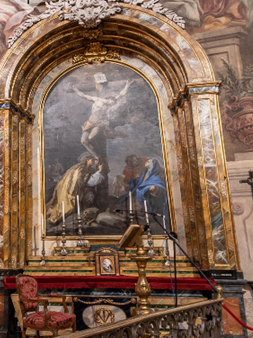
Fig. 57. Calvario, Luca Giordano.

Los retratos reales (figs. 58-63)
Se trata de una serie de seis retratos de reyes y reinas de la Monarquía Hispánica más o menos contemporáneos a la construcción del edificio, realizados en 1702 por el pintor Francisco Ruiz de la Iglesia en pequeños lienzos y situados en los arcos de las capillas. Desde el altar hacia el lado del Evangelio siguiendo la elipse los representados son los siguientes: Felipe V (fig. 58), Carlos II (fig. 59), Felipe III (fig. 60), Felipe IV (fig. 61.), Mariana de Neoburgo (fig. 62) y María Luisa Gabriela de Saboya (fig. 63).

Los retratos reales
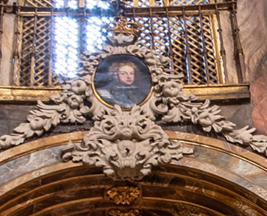
Fig. 58. Felipe V
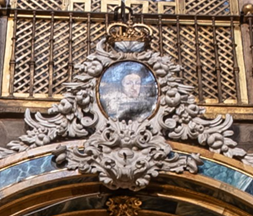
Fig. 59. Carlos II
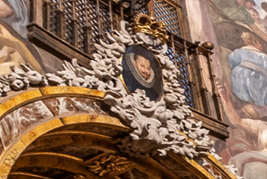
Fig. 60. Felipe III
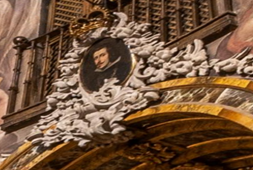
Fig. 61. Felipe IV
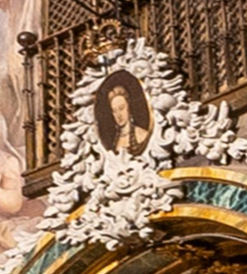
Fig. 62. Mariana de Neoburgo
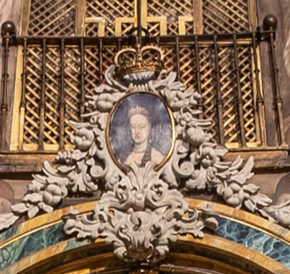
Fig. 63. María Luisa Gabriela de Saboya

El Altar (fig. 64)

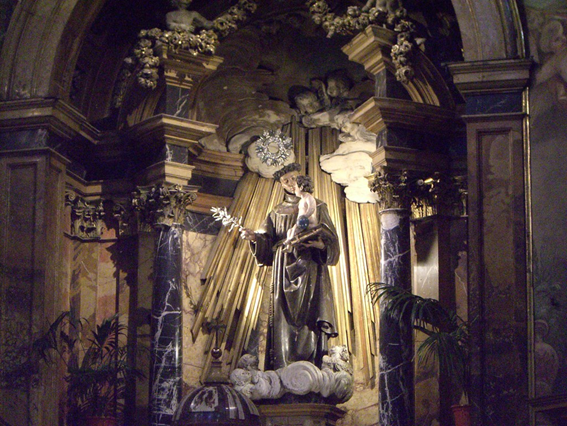
Fig. 64. Altar mayor con talla de Manuel Pereira en primer plano.

En origen, este espacio estaba ocupado por el retablo mayor de 1631 realizado por Carducho, sin embargo, el altar actual es fruto del trabajo de 1765 de Miguel Fernández y Francisco Gutiérrez. Del original se conserva la talla de San Antonio de Padua con el niño Jesús, de Pereira. La intervención de 1765 generó una pequeña arquitectura formada por dos columnas de mármol oscuro sobre las que se ubican tres alturas de dinteles dorados coronados por cuatro angelotes. Tras la talla se encuentra un relieve blanco de ángeles y nubes del que surgen en dirección al suelo varios rayos dorados, creando una escenografía para la escultura de Pereira. 
El retablo mayor sustituye a uno barroco, eliminado durante el Neoclasicismo. En él se encuentra la excelente escultura de San Antonio con el Niño, obra maestra de Manuel Pereira, y una gloria de ángeles, obra de Francisco Gutiérrez.

## Cripta de la iglesia
En la cripta de la iglesia de San Antonio de los Alemanes descansan los restos de dos infantas de Castilla. Los restos de las dos infantas fueron trasladados a la iglesia de San Antonio en 1869, procedentes del convento de Santo Domingo el Real de Madrid, que había sido demolido ese mismo año. Las dos infantas cuyos restos mortales yacen en la cripta son:
- Berenguela de Castilla (1253-1300), hija de Alfonso X el Sabio y de Violante de Aragón.[a]
- Constanza de Castilla (1308-1310), hija de Fernando IV de Castilla y de Constanza de Portugal.

En la cripta también se encuentra colocada desde 2006 una estatua de bronce que representa a San Pedro Poveda, obra del escultor Pedro Requejo Novoa.

## Horarios de visita
La iglesia está abierta de lunes a sábado, excepto festivos, en horario continuo de 10:00 a 19:00 horas, finalizando las visitas a las 18:00. Existen dos tipos de visitas, guiadas y libres. Las libres (da acceso a la visita de la iglesia y la cripta) incluyen la audioguía (en español, inglés y francés) con explicación al detalle de la iglesia, tiene una duración aproximada de media hora y un precio único de 5 euros. La visita guiada es más completa y tiene una duración estimada de una hora, la realiza un Hermano del Refugio, incluye la cripta, la iglesia, la sacristía y el museo y tiene un precio único de 10 euros. Hay visitas guiadas de lunes a sábado en horario de 10.30, 11.30 y 12.30. Conviene reservar y adquirir las entradas en la página web de la Hermandad: realhermandaddelrefugio.org
Existe la opción de abonar también las entradas en la puerta, pero no se garantiza que haya grupo de visita guiada o esté completo. Se admiten pagos en efectivo o con tarjeta. El importe se dedica al comedor social de la Hermandad del Refugio. 
El horario de misas es a las 18:30 hs de lunes a sábado y a las 12.00 domingos y festivos.
La iglesia permanece cerrada durante el mes de agosto.